# کولوموتی
کولوموتی (به چکی: Kolomuty) یک منطقهٔ مسکونی در جمهوری چک است که در ناحیه ملادا بولسلاو واقع شده‌است.